# Контрада Сан Ђузепе (Лече)
Контрада Сан Ђузепе (итал. Contrada San Giuseppe) је насеље у Италији у округу Лече, региону Апулија.
Према процени из 2011. у насељу је живело 29 становника. Насеље се налази на надморској висини од 68 м.